# Emerald City (televisieserie)
Emerald City is een Amerikaanse fantasie- en dramaserie uit 2017. De serie werd bedacht in opdracht voor NBC Universal door Matthew Arnold en Josh Friedman, en gebaseerd op het boek Oz, geschreven door L. Frank Baum, dat plaatsvindt in het fictieve Land van Oz. De serie werd geregisseerd door Tarsem Singh. Adria Arjona, Oliver Jackson-Cohen, Ana Ularu en Vincent D'Onofrio spelen de hoofdrollen. De serie bestaat uit 10 afleveringen. 
Op 5 mei 2017 maakte NBC bekend dat er geen tweede seizoen van de serie zou komen. In Vlaanderen begon Q2 de reeks vanaf 4 augustus 2018 uit te zenden.

## Cast en personages

### Hoofdrollen
- Adria Arjona als Dorothy Gale
- Oliver Jackson-Cohen als Roan / Lucas
- Ana Ularu als West
- Mido Hamada als Eamonn
- Gerran Howell als Jack
- Jordan Loughran als Ozma / Tip
- Joely Richardson als Glinda
- Vincent D'Onofrio als Frank Morgan / The Wizard of Oz

### Terugkerende personages
- Florence Kasumba als East
- Isabel Lucas als Anna
- Roxy Sternberg als Elizabeth
- Stefanie Martini als Langwidere
- Rebeka Rea als Leith / Sylvie
- Gina McKee als Dr. Jane Andrews
- Ólafur Darri Ólafsson als Ojo

## Afleveringen
| Nr. | Titel                     |  |
| --- | ------------------------- |  |
| 1 | The Beast Forever         |  |
| Terwijl ze op zoek is naar haar moeder, komt Dorothy Gale in de slurf van een tornado terecht. Ze wordt naar een mystieke wereld getransporteerd waar een heerser met ongekende magische krachten de leiding heeft over één koninkrijk. Dorothy probeert zo snel mogelijk de weg terug naar huis te vinden. Tijdens haar zoektocht loopt ze een gewonde soldaat met geheugenverlies en een jongeman tegen het lijf, die zijn vriend probeert te redden van een mysterieuze vrouw. |                           |  |
| 2 | Prison of the Abject      |  |
| Dorothy vindt een soldaat met geheugenverlies en een man die zijn beste vriend probeert te helpen. Glinda en West nemen afscheid van hun zus. |                           |  |
| 3 | Mistress - New - Mistress |  |
| Dorothy en Lucas weten op het nippertje te ontsnappen aan een aanval van de bewakers van de Tovenaar. In Emerald City vraagt de Tovenaar raad aan zijn adviseur wanneer hij de controle kwijtraakt en de heksen hun macht tonen. Ondertussen trekken Tip en Jack naar de Stad van Ev om een remedie te vinden na een grote onthulling. |                           |  |
| 4 | Science and Magic         |  |
| Dorothy en Lucas worden aangesproken door een meisje dat de weg kwijt is. Na een tragisch ongeluk zit Tip gevangen tussen Glinda en West. De Tovenaar bezoekt een dorp en eist de heerschappij over de burgers op. Ondertussen beleeft Jack een ervaring die zijn leven verandert en hem op een verrassend nieuw pad brengt. |                           |  |
| 5 | Everybody Lies            |  |
| West wil wraak voor de dood van haar zus. Ze zoekt Dorothy op en doet er alles aan om de antwoorden te krijgen die ze wil. De Tovenaar wil hulp van het Koninkrijk van Ev om een wapenarsenaal te bouwen om het Beest voorgoed te verslaan. Ondertussen zou een oude kennis er weleens voor kunnen zorgen dat Lucas' herinneringen terugkomen. |                           |  |
| 6 | Beautiful Wickedness      |  |
| Dorothy's confrontatie met de Tovenaar brengt haar dichter bij de waarheid over haar verleden. Lucas gaat ver om zijn herinneringen terug te krijgen, ook al betekent dit dat hij met West moet samenwerken. De Tovenaar voert zijn plan met Langwidere uit om zich voor te bereiden op een naderend gevecht. |                           |  |
| 7 | They Came First           |  |
| De macht van de Tovenaar wordt bedreigd. Hij plant een aanval op een dorp en schakelt de hulp van West in. Dorothy en Lucas doen er alles aan om Silvie te beschermen tijdens hun reis. Langwidere heeft het moeilijk met haar nieuwe autoriteit en haar relatie met Jack wordt steeds ingewikkelder. |                           |  |
| 8 | Lions in Winter           |  |
| Dorothy en Lucas arriveren aan het kasteel van Glinda, the Wizard trekt naar the Kingdom of Ev en West maakt gebruik van gevaarlijke magie om Tip te helpen. |                           |  |
| 9 | The Villain That's Become |  |
| The Wizard belandt in moeilijke onderhandelingen, de beslissing van Jack heeft mogelijk dodelijke gevolgen en de band van Tip en West wordt nog hechter. |                           |  |
| 10 | No Place Like Home        |  |
| Seizoensfinale. Tip en West komen aan in Emerald City om wraak te nemen. Dorothy gaat zelfverzekerd de confrontatie aan met de Tovenaar en vecht om Oz te redden van zijn onderdrukkende heerschappij. Ondertussen gooit Glinda haar krachten in de strijd wanneer de dreiging van het Beest voelbaar wordt. |                           |  |